# El Manantial (Hidalgo)
El Manantial es una localidad de México localizada en el municipio de Tizayuca en el estado de Hidalgo.

## Geografía
Se encuentra en la región geográfica de la Cuenca de México (Valle de Tizayuca). Le corresponden las coordenadas geográficas 19° 50’ 59.00” de latitud norte y 98° 55’ 34.00” de longitud oeste, con una altitud de 2297 m s. n. m. Cuenta con un clima semiseco templado.
En cuanto a fisiografía se encuentra en la provincia del Eje Neovolcanico, dentro de la subprovincia de Lagos y volcanes de Anáhuac; su terreno es de llanura. En lo que respecta a la hidrografía se encuentra posicionado en la región del Pánuco, dentro de la cuenca del río Moctezuma, y en la subcuenca del río Tezontepec.

## Demografía
En 2020 registró una población de 738 personas, lo que corresponde al 0.44 % de la población municipal. De los cuales 363 son hombres y 375 son mujeres. La localidad pertenece a la zona Metropolitana del Valle de México.
| Gráfica de evolución demográfica de El Manantial entre 2000 y 2020                           |
|                                                                                              |
| Población de los censos y conteos del Instituto Nacional de Estadística y Geografía (INEGI). |